# Aeroporto Internacional Aden Adde
O Aeroporto Internacional Aden Adde (em somali: Garoonka Caalamiga Ee Aadan Cadde, em árabe: مطار آدم عدي الدولي) (IATA: MGQ, ICAO: HCMM), anteriormente conhecido como Aeroporto Internacional de Mogadíscio, é um aeroporto internacional que serve a cidade de Mogadíscio, capital da Somália. Foi renomeado em homenagem a Aden Abdullah Osman Daar, o primeiro Presidente da Somália.
Originalmente um aeroporto de dimensão modesta, a unidade cresceu consideravelmente em tamanho, no período pós-independência, após inúmeros projetos de renovação sucessivos. Com a eclosão da guerra civil em 1991, os serviços de voo do aeroporto foram interrompidos em diversos momentos. No entanto, com a situação de melhora na segurança em Mogadíscio, o aeroporto foi reaberto entre 2010 e 2011, em larga escala de infraestrutura e serviços. No início de 2013, o aeroporto havia restaurado a maioria de suas instalações e introduzido vários novos recursos, com mais atualizações nas obras.